# Mabuhay Singers
Mabuhay Singers fue una agrupación de cantantes de Filipinas, formado en 1958 y algunos de los miembros se lanzaron como solistas como Cely Bautista, Raye Lucero y muchos otros.
La banda fue formada por la empresa discográfica Villar Recording Company, como un grupo combinado de dos tríos vocales a saber, por Carmen Camacho, Nora Hermosa y Raye Lucero y el trío de amantes, compuesto de Chi Lucerio, Floro San Juan y Ador Torres. También lo integraron otros cantantes filipinos como Rubén Tagalog, Cely Bautista, Ric Manrique Jr., Rita Rivera, Don David, Flor Ocampo, Noel Samonte, Betty Rivera, Robert Malaga y Everlita Rivera, que se unieron al grupo por un tiempo. Han grabado más de 100 discos, que algunos han sido publicados a nivel internacional. Su álbum contiene un estilo de música tradicional y moderna en los principales idiomas de las Filipinas y algunas de las canciones también en inglés y español. En 1973, la Asociación de Registros de Filipinas recibió una citación para el grupo de sus álbumes más vendidos.
- Datos: Q3545316